# Молодой Омаха, Боевой Орёл, Маленький Миссури и пауни
Молодой Омаха, Боевой Орёл, Маленький Миссури и пауни (англ. Young Omahaw, War Eagle, Little Missouri, and Pawnees) — картина американского художника Чарльза Бёрда Кинга, написанная им в 1821 году. Находится в коллекции Смитсоновского музея американского искусства.

## История создания
Чарльз Бёрд Кинг родился в 1785 году в Ньюпорте, Род-Айленд. Он был единственным ребёнком ветерана революционной войны, ставшего фермером и вскоре убитого индейцами в Огайо. Кинг учился у Эдварда Сэвиджа в Нью-Йорке (1800—1805), затем у Бенджамина Уэста в Лондоне. В 1812 году Кинг вернулся в Америку и начал работать в Балтиморе и Филадельфии. Следуя примеру художников-современников ранней Америки, Кинг специализировался на портретной живописи. В 1818 году он осел в столице США  — Вашингтоне, где создал свою собственную студию, клиентами которой стали видные федеральные чиновники. В тот период Кинг написал портреты многих выдающихся американцев, в том числе Джона Куинси Адамса, Джона Кэлхуна, Генри Клея, Джеймса Монро и Дэниела Уэбстера. По поручению федерального правительства Кинг написал более ста портретов индейских делегатов от не менее двадцати племён, посетивших Вашингтон с 1821 по 1842 год.
Вожди индейцев Великих равнин были одними из многих представителей коренных народов, отправившихся в Вашингтон на встречу с президентом США для обсуждения своих территориальных прав с американским правительством. В Белом доме, в Капитолии, и в своих резиденциях, политики прибегали к подкупу и запугиванию, чтобы обольстить индейских лидеров и склонить их сотрудничеству. Портреты вождей, согласившихся с планом правительства по урегулированию индейского вопроса мирным путем, Чарльз Бёрд Кинг писал в 1821 году в своей студии на 7-й улице. Примечательно, что на эту работу Кинга сподвиг Томас Маккенни, суперинтендант по индейской торговле в Джорджтауне, стремившийся сохранить образы «самых выдающихся из этой самой удивительной расы людей». Предварительно Кинг зарисовал фигуры вождей в неформальной обстановке во время их пребывания в студии Джона Нигла, художника, известного своими индейскими портретами. После этого вожди проследовали в студию самого Кинга, где он занялся тщательной проработкой портретов. По мнению профессора истории искусств Кеннета Халтмана, для изображения пяти вождей Кинг использовал только трёх или даже двух натурщиков. Возможно, ими были вожди пауни — Шаритахриш (глава больших пауни), Петалешаро (глава волчьих пауни), Пескелечако (глава республиканских пауни) — портреты которых Кинг писал вживую в Вашингтоне во время их визита к президенту Монро. При создании картины он, возможно, вдохновлялся тройным портретом Карла I работы Антониса Ван Дейка, одного из «старых мастеров», а также более обыденными «Четырьмя этюдами головы негра» Питера Пауля Рубенса и «Слугами» Уильяма Хогарта, и, кроме того, своим собственным портретом Петалешаро.

- «Карл I с трёх сторон» кисти ван Дейка.
- «Четыре этюда головы негра» кисти Рубенса.
- «Слуги» кисти Хогарта.

## Композиция
Картина написана маслом на холсте, а её размеры составляют 71,1 x 91,8 см. Представители пяти племен изображены в заданном порядке пространственной последовательности в соответствии с их расовыми признаками, культурной самобытностью и этнографическими особенностями. На шее Боевого Орла висит медаль мира от президента Монро, свидетельствующая о высоком статусе вождя и носимая на всех официальных мероприятиях. Между тем, медаль контрастирует как с довольно агрессивным видом индейцев, так и с лезвием топора Боевого Орла, направленного к своему же горлу. Хотя двое изображённых в центре картины вождей в головных уборах «роуч» обращены лицами друг к другу, они не образуют доминантную пару полотна. Вожди в буйвольных накидках и с голыми плечами, покрытыми кроваво-красной краской лицами и телами, орлиными перьями на головах и серьгами-вампумами, с боевыми топорами в руках, отличаются достоинством, мужественностью, независимостью духа и молчаливостью, сливаясь в цельную группу, однако суровая классическая форма портрета размягчается романтическим натурализмом, просматривающимся в идеалистических образах индейцев как «благородных дикарей». В связи с этим картину Кинга можно рассматривать как апофеоз эры романтизма в американской живописи.
Как отмечает профессор Университета Оклахомы Кэтрин Келли, доминантой полотна является красный цвет: красное всё — красные лица, красные ленты, красные перья, красные топоры, даже тени от вождей красные; поэтому расовый стереотип «краснокожие», применяемый в отношении коренных американцев в начале XIX века, теперь рассматривается не как метафора их экзотичности или их дикости, а видится эманацией их сущности. Примечательно, что индейский агент Бенджамин О’Фэллон, приставленный к вождям во время посещения им главных городов восточных штатов зимой 1821 года, описал индейцев как «людей большого роста, очень мускулистых, обладающими прекрасными открытыми лицами, реально благородными римскими носами, величественными в своих манерах, и умиротворёнными и спокойными в своих привычках». Работа Кинга произвела сенсацию в американском обществе из-за изображения представителей индейского нобилитета в виде бюстов в профиль как достойных и величавых римлян, представителей исчезнувшей расы классических героев, тогда как гораздо большее распространение в XIX веке среди европейцев и американцев получил образ страшного индейца, угрожающего «явному предначертанию», экспансионизму колонистов и завоеванию всего континента, хотя численность коренных американцев в то время резко сократилась из-за насильственного переселения, болезней и бедности.

## Судьба
Создание огромного «индейского проекта» заняло 16 лет жизни Кинга, после чего он был полностью выставлен в Индейской Национальной портретной галерее, учреждённой ещё в 1817 году. Его работы стали ценным описанием внешности почти 150 индейских вождей, однако почти все картины были уничтожены в результате пожара 1865 года в Смитсоновском институте, хотя с некоторых полотен художник Генри Инман успел снять копии. Сама же картина «Молодой Омаха, Боевой Орёл, Маленький Миссури и пауни» была пожертвована мисс Хелен Барлоу в дар Смитсоновскому музею американского искусства, где и находится в настоящее время на втором этаже южного крыла.